# بریستول نوع ۱۳۸
بریستول نوع ۱۳۸ (به انگلیسی: Bristol Type 138) یک هواگرد ساختِ کارخانهٔ بریستول ایروپلین در کشور بریتانیا است . نخستین استفاده‌کنندهٔ این هواپیما Royal Aircraft Establishment بوده‌است. این هواگرد برای نخستین بار در ۱۱ مه ۱۹۳۶ میلادی مورد استفاده قرار گرفت.